# Накладний макіяж

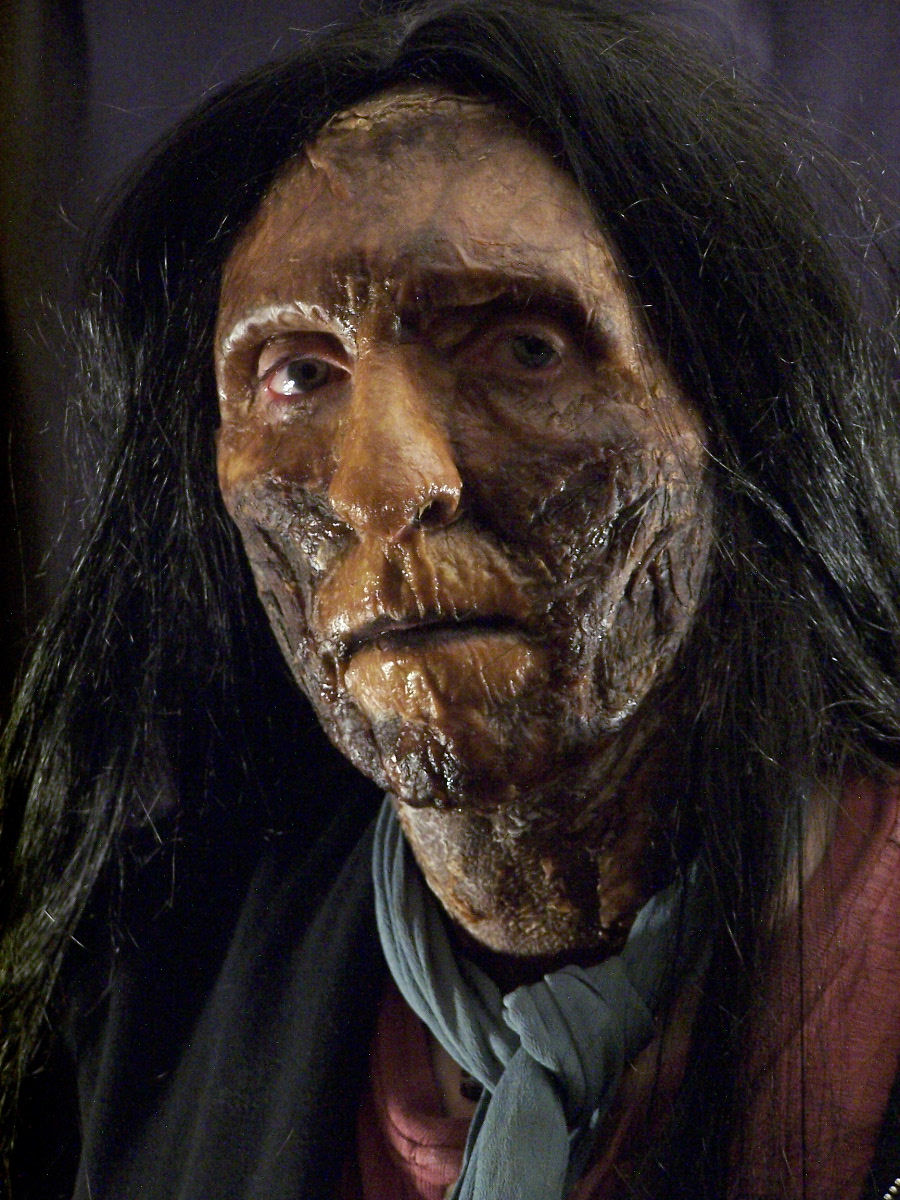
Зображання Монстра Франкенштейна з використанням накладного макіяжу

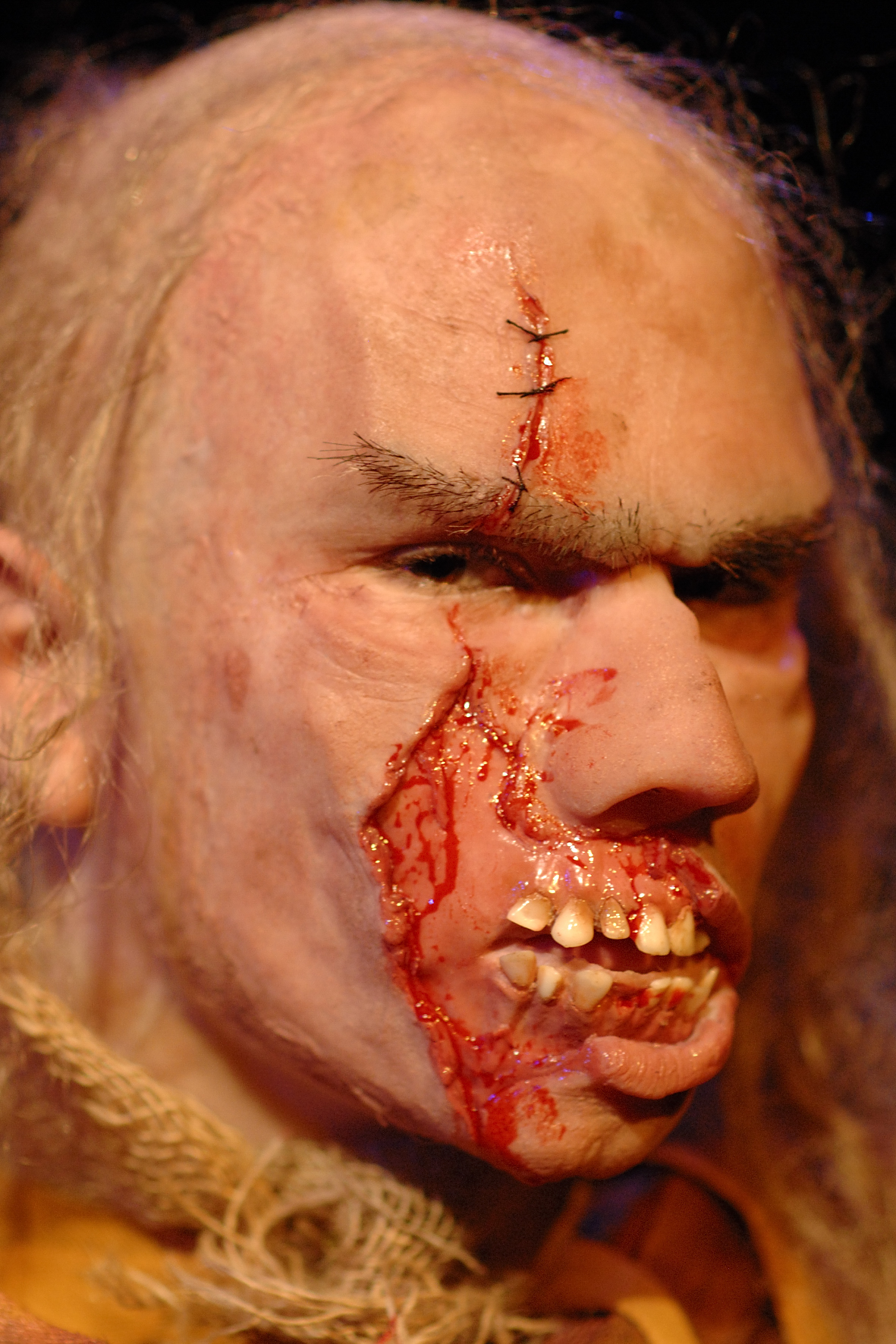
Приклад роботи спеціального візажиста

Накладний макіяж (також макіяж спецефектів) — створення складних косметичних ефектів за допомогою ліпнини, формування та лиття. Накладний макіяж зазнав суттєвих змін завдяки роботі Джона Чемберза у фільмі Планета мавп та Діка Сміта у Маленький великий чоловік.

## Техніка
Процес створення починається з лайфкастингу, процесу створення форми частини тіла (часто обличчя), для подальшого використання як основи для ліплення протеза. Лайфкастові форми виготовляють з протетичної альгінової кислоти, або з безпечної для шкіри силіконової ґуми. Початкова форма є відносно слабкою та гнучкою. Тверду батьківську форму, зазвичай з гіпсових або скловолоконних бинтів, створюють поверх початкової форми задля належної підтримки.
Щойно негативну форму створено, її невідкладно заповнюють гіпсовим цементом, зазвичай брендом під назвою «Ultracal-300», для створення позитивної форми. Форму накладного макіяжу ліплять з глини поверх позитивної форми. Глиняні краї необхідно робити якомога тоншими, оскільки глина дублює частину, яка в майбутньому буде накладною. Протетичним матеріалом для неї можуть бути латекс, желатин, силікон або інші схожі матеріали.
Однією з найважчих речей в роботі з накладним макіяжем є зберігання його країв якомога тоншими. Вони мають бути завтовшки з серветку для того, щоб їх було легше затушувати та покрити гримом для довершеного вигляду.
Застосування накладного макіяжу для створення ран чи травм називається муляжем та використовується переважно у військових та медичних школах для навчання та пом'якшення психологічної травми в майбутньому при зіткненні з ними в реальних ситуаціях.

## Відомі візажисти
- Ве Ніл (візажист), Бітлджус
- Джек Пірз (Франкенштейн (1931), Мумія (1932), Вовкулака (1941)
- Джон Чемберз (оригінальний серіал Планета мавп)
- Дік Сміт (Маленький великий чоловік, Екзорцист)
- Рік Бейкер (Американський перевертень у Лондоні, Божевільний професор, Люди в чорному, Як Ґрінч украв Різдво)
- Том Савіні (П'ятниця, 13-те, Світанок мерців, Калейдоскоп жахів)
- Роб Боттін (Виття, Щось, Пригадати все)
- Стен Вінстон (Термінатор, Хижак, Парк Юрського періоду)
- Ґреґорі Нікотеро (Ходячі мерці)
- Говард Берґер (Хроніки Нарнії)